# Хеллбой 2: Золотая армия
«Хеллбой 2: Золотая армия» (англ. Hellboy II: The Golden Army) — американский супергеройский фильм 2008 года, снятый Гильермо дель Торо, сиквел фильма «Хеллбой: Герой из пекла» 2004 года. Сценаристы фильма «Хеллбой 2: Золотая армия» — сам дель Торо и автор оригинального комикса Майк Миньола. Фильм снят на студии Universal Pictures и вышел 11 июля 2008 года. Фильм собрал более 168 миллионов долларов при бюджете производства 82,5 - 85 миллионов долларов. Он получил положительные отзывы критиков, которые высоко оценили фантастическую атмосферу в фильме, а также актерские игры Перлмана и других актеров. Фильм получил номинацию на «Оскар» за лучший грим.

## Сюжет
В начале фильма маленький Хеллбой слушает от отца историю на ночь о Золотой Армии. Когда-то давно эльфы и люди жили вместе, но из-за того, что люди разрушали леса, эльфы начали воевать с ними. Гоблины-кузнецы для победы над человечеством создают Золотую Армию — огромное войско из раскалённых роботов с золотыми корпусами, которые подчинялись только носителю волшебной контрольной короны (а её могло носить только существо королевских кровей). Но увидев, что армия чересчур беспощадна, король эльфов Балор разделяет контрольную корону на три части и заключает мир с людьми, отдав им один кусок короны. Но принц Нуада не намерен мириться с людьми и уходит в изгнание.
Проходят столетия, все эльфы, в том числе и принц с сестрой Нуалой, не изменились. Нуада вопреки воле отца затевает войну против человечества, для чего снова намерен включить Армию. Но принцесса уходит с центром короны, а король погибает от руки Нуады. На помощь людям приходят Хеллбой и его команда. Хеллбой желает, чтобы люди его любили, и помогает им, но остаётся для них чужим. Его любимая, женщина-факел Лиз Шерман, беременна, но не решается ему сказать, поскольку не уверена, что он станет хорошим отцом. Также к команде присоединяется немец Йохан Краус, призрак в скафандре, специализирующийся на эктоплазме. У него с Хеллбоем не самые лучшие отношения. В одном из боев Нуада ранит Хеллбоя, вогнав в него особое лезвие, которое невозможно вынуть. Нуада предлагает обмен: жизнь Хеллбоя в обмен на часть короны. Прибыв в Северную Ирландию, команда находит там Ангела Смерти, и Лиз упрашивает его спасти Хеллбоя. Лиз признается воскресшему Хеллбою в том, что она беременна.
В это время друг Хеллбоя, человек-амфибия Эйб Сапиен, влюбляется в принцессу Нуалу и теперь, когда Нуада её похищает, готов отдать последнюю часть короны в обмен на неё. Но принц их обманывает и включает Армию. Команда вступает с ними в схватку, а Йоханн даже захватывает контроль над одним из роботов, но роботы оказались самовосстанавливающимися и битва с ними бессмысленна. Тут Хеллбой спасает положение и бросает Нуаде вызов, поскольку он сам королевских кровей и имеет право на корону. Он побеждает, отпущенный на свободу Нуада пытается убить его исподтишка, но неожиданно погибает от руки сестры, которая получала все его ранения в схватке, а теперь сама пронзила себя кинжалом, чтобы убить брата. Оба они превращаются в песок. Лиз расплавляет корону, и Золотая армия навсегда отключается. Хеллбой, Лиз и Эйб решают уйти из бюро и начать спокойную жизнь. Хеллбой узнаёт, что у Лиз будет двойня.

## В ролях
| Актёр          | Роль                               |
| -------------- | ---------------------------------- |
| Рон Перлман    | Хеллбой                            |
| Сельма Блэр    | Лиз Шерман                         |
| Даг Джонс      | Эйб Сапиен/Смерть/Церемониймейстер |
| Джеффри Тэмбор | Том Мэннинг                        |
| Сет Макфарлейн | Йохан Краус                        |
| Люк Госс       | принц Нуада                        |
| Анна Уолтон    | принцесса Нуала                    |
| Джон Хёрт      | Тревор Брум                        |
| Брайан Стил    | Моргун                             |
| Иван Камараш   | агент Стил                         |

## История создания
Начало сиквелу было положено в мае 2004 года в студии Revolution. За продолжение фильма взялись сценарист и режиссёр первого «Хеллбоя» Гильермо дель Торо с продюсерами Лоренсом Гордоном, Майком Ричардсоном и Лойдом Левином. Создатель комикса о Хеллбое Майк Миньола также дал официальное согласие на сотрудничество. Роль главного героя фильма оставили за Роном Перлманом. А в следующем году дель Торо уже заговорил о трилогии «Хеллбой».
В августе 2006 года студия Universal Pictures приобрела проект «Хеллбой 2», оставленный ныне уже несуществующей Revolution Studios, чтобы выпустить в свет фильм летом 2008 года. Производство было налажено в апреле 2007 года в Будапеште и Лондоне. Дель Торо как раз в тот момент сделали выгодное предложение — заняться съёмками фильма Halo, но режиссёр предпочёл остаться с «Хеллбоем 2» по «профессиональным и личным причинам». В октябре 2006 года дель Торо поделился своими планами на воссоздание классической версии Франкенштейна, Дракулы и Человека-волка, а также подтвердил своё намерение создать трилогию о Хеллбое.
С ошеломляющим успехом фильма «Лабиринт Фавна» дель Торо получил возможность быстрее и активнее снимать сиквел «Хеллбоя». В итоге, съёмки «Хеллбоя», начавшись в июне 2007 года в Будапеште, закончились уже в декабре 2007 года. А первый официальный трейлер для «Хеллбоя 2» вышел в свет уже 20 декабря.
В феврале 2007 Майк Миньола рассказал историю, получившую развитие в «Хеллбое 2». По его словам, они с дель Торо больше сосредоточились на фольклоре и сказках и отошли от низкопробности и дешевизны первого фильма:
«Это совсем другая история. Это не машины и безумные учёные, это старые божества и герои, которые были отвергнуты нашим миром. Если можно с чем-то сравнить, то это похоже на ситуацию с американскими индейцами. Индейцы были бесправны в той стране, в которой жили. Есть старые мудрые индейцы, которые говорят: „Таков наш путь. Мы не можем больше бороться. Мы просто должны принять нашу участь“. Затем Джеронимо говорит: „Или мы можем просто убить Белого Человека“. Это примерно та же ситуация, которую мы имеем в фильме. У нас в фильме есть эльфы, покоряющиеся существующему порядку вещей, и один из них говорит: „Мы можем повернуть мир назад“. Главное отличие: индейцы не располагали ядерной боеголовкой. Эльфы обладают своим эквивалентом оружия, гибельным для мира, чтобы его использовать. Что если эти парни решат им воспользоваться?».

## Саундтрек
- Santa Clause is Comin' To Town — Eddy Arnold
- Violin Sonata No. 9 Kreutzer — Takako Nishizaki and Jeno Jando
- Autumn from the Four Seasons — Cho — Liang Lin, Anthony Newman and International Sejong Soloists
- All I Want to Do is Rock — Travis
- News Intro #1 from Bruce Almighty — John Debney
- News Brief from Hard Copy — Harry Garfield and Julian Bratolyubov
- Why — Poet in Process
- Nel Caleyu La Fonte — Brenga Astur
- Beautiful Freak — Eels
- Can’t Smile Without You — Barry Manilow
- Noir — Red Is For Fire featuring Terry Oubre

## Критика
По данным Rotten Tomatoes, 86% критиков дали фильму положительные отзывы со средней оценкой 7,21 из 10 на основе 249 обзоров. Согласно единодушному мнению критиков на веб-сайте, «Гильермо дель Торо создает звездное продолжение комиксов с визуальными эффектами, столь же творческими, как и очаровательные персонажи». На Metacritic фильм получил средневзвешенный балл 78 из 100, основанный на 36 отзывов, что указывает на «в целом положительные отзывы». Аудитория, опрошенная CinemaScore, поставила фильму оценку B по шкале от A до F.

## Награды и номинации

### Награды
- 2009 — Премия «Сатурн»
  - Лучший фильм ужасов

### Номинации
- 2009 — Премия «Оскар»
  - Лучший грим — Майк Элизальде, Томас Флутц
- 2009 — Премия «Сатурн»
  - Лучшие спецэффекты — Майк Вассел, Адриан де Вет, Эндрю Чэпман, Имонн Батлер
  - Лучший грим — Майк Элизальде

## Будущее

### Отменённые третий фильм и спин-офф
Изначально Дель Торо планировал снять трилогию и спин-офф о принце Нуаде. . Однако в июле 2015 года Дель Торо сказал, что Legendary Pictures может финансировать «Хеллбой III», если «Тихоокеанский рубеж 2» отлично справляется с кассовым сбором: «Трудный факт заключается в том, что фильму понадобится около 120 миллионов долларов, но никто не собирается его поддерживать. После того, как Дель Торо покинул кресло режиссера для сиквела «Тихоокеанского рубежа», сделка провалилась, а в феврале 2017 года Дель Торо объявил в Twitter, что «Хеллбоя III» не будет.

### Перезапуск
В 2019 году состоялась премьера нового фильма о Хеллбое с рейтингом R, созданного без участия Дель Торо. Режиссёром фильма выступил Нил Маршалл, а в заглавной роли сыграл Дэвид Харбор.
Изначально, фильм имел подзаголовок «Восстание кровавой королевы», но 8 августа 2017 года Lionsgate подтвердил, что название фильма всё же будет просто «Хеллбой».